# Евронекст
„Евронекст“ (Euronext N.V.) е европейска фондова борса със седалище в Париж и клонове в Белгия, Великобритания, Нидерландия, Португалия и Франция.
Образувана е на 22 септември 2000 г. със сливането на Амстердамската, Брюкселската и Парижката фондова борса. През 2002 г. към групата са включени португалската BVLP и британската LIFFE.
Тя е втората по големина фондова борса в Европейския съюз след Лондонската фондова борса с обща пазарна капитализация от 2,81 трилиона евро през 2006 година.

## Име
N.V. = Naamloze vennootschap [ˈnaːm.ˌloː.zə ˈvɛ.noːt.ˌsxɑp], на датски публична компания с ограничена отговорност.